# Colere
Colere är en ort och kommun i Bergamoprovinsen i Lombardiet i Italien, belägen cirka 90 kilometer nordöst om Milano och 45 kilometer nordöst om Bergamo. Kommunen hade 1 120 invånare (2018).

## Sport och fritid
Tävlingar vid juniorvärldsmästerskapen i alpin skidsport 1993 avgjordes här.